# Kalanchoe olivacea
Kalanchoe olivacea ist eine Pflanzenart der Gattung Kalanchoe in der Familie der Dickblattgewächse (Crassulaceae).

## Beschreibung

### Vegetative Merkmale
Kalanchoe olivacea ist eine vermutlich ausdauernde, kahle, vollständig olivbraun gefärbte Pflanze, die Wuchshöhen von 20 bis 100 Zentimeter erreicht. Die dicken, fleischigen Triebe sind aufrecht und stielrund. Die fleischigen Laubblätter sind fast sitzend. Die eiförmige, verkehrt eiförmige, elliptische bis breit lanzettliche Blattspreite ist 5 bis 12,5 Zentimeter lang und 2 bis 5 Zentimeter breit. Sie ist häufig mit blutroten Flecken punktiert. Die oberen Blätter sind kleiner. Die  Spreitenspitze ist stumpf, die Basis keilförmig. Der Blattrand ist ganzrandig oder unregelmäßig gekerbt-gesägt.

### Generative Merkmale
Der Blütenstand ist eine rispige Zyme. Die aufrechten Blüten stehen an in dicht drüsig-klebrigen Haaren eingehüllten  Blütenstielen. Ihre freien, lanzettlichen, spitzen bis zugespitzten Kelchzipfel sind 4 bis 8 Millimeter lang und 1 bis 1,8 Millimeter breit. Die weiße Blütenkrone ist manchmal leicht rosafarben. Die zur Basis erweiterte Kronröhre ist 12 bis 14 Millimeter lang. Ihre eiförmig-länglichen, zugespitzten Kronzipfel tragen ein aufgesetztes Spitzchen. Sie weisen eine Länge von 6 bis 9 Millimeter auf. Die weißen, linealischen, leicht zweigezähnten Nektarschüppchen weisen eine Länge von etwa 3 Millimeter auf. Das eiförmige Fruchtblatt weist eine Länge von etwa 5 Millimeter auf.

## Systematik und Verbreitung
Kalanchoe olivacea ist in Indien in Dekkan und den Westghats zwischen Felsen auf felsigen Böden an feuchten und schattigen Stellen in Höhen von 1200 bis 1400 Metern verbreitet.
Die Erstbeschreibung durch Nicol Alexander Dalzell wurde 1861 veröffentlicht.

## Nachweise